# Associação Brasileira de Empresas de Pesquisa
A Associação Brasileira de Empresas de Pesquisa (ABEP) é um órgão que visa "representar, aproximar, orientar, defender, realizar cursos e eventos voltados aos interesses das empresas de pesquisa no Brasil."  Em outros termos, a ABEP é uma "entidade que fiscaliza os padrões éticos e metodológicos dos institutos de pesquisa brasileiros". Diversas empresas, institutos e entidades são associados a ela.

## Critério Brasil
É da ABEP o Critério de Classificação Econômica Brasil, que estabelece a divisão das classes sociais no Brasil. Trata-se de um padrão (ou um modelo) adotado por empresas para classificar a sociedade em estratos.
Essa classificação é feita com base na posse de bens e não com base na renda familiar. Para cada bem possuído há uma pontuação. O Novo Critério Brasil, por sua vez, considera novos itens, como a presença de água encanada, rua asfaltada, posse de motocicleta e de outros itens de uso diário, como computadores e lavadoura de louças. O Novo Critério Brasil foi criado em 2015.